# Phalacrichus atomarius
Phalacrichus atomarius är en skalbaggsart som beskrevs av Sharp 1902. Phalacrichus atomarius ingår i släktet Phalacrichus och familjen lerstrandbaggar. Inga underarter finns listade i Catalogue of Life.